# Isamu Chō
Isamu Chō (長 勇, Chō Isamu, 19 de enero de 1895 – 22 de junio de 1945) fue un oficial del Ejército Imperial Japonés conocido por su firme apoyo a las políticas ultranacionalistas y en participar en numerosos golpes de estado en Japón, antes de que estallase la Segunda Guerra Mundial.

## Biografía
Chō nació en 1895, en la prefectura de Fukuoka. Se graduó de la Academia del Ejército Imperial Japonés en 1916 y de la Escuela Superior del Ejército en 1928.
Tras recibir su comisión, Chō fue asignado a su primera misión fuera de Japón, en dirección al polítizado ejército de Kwantung, establecido en la zona este de China. Volvió a desempeñar un rol muy activo en la política interna junto con el ejército japonés, y participó de manera activa o indirecta en el Incidente de Marzo y el Incidentes de los Colores Imperiales (junto con otros dirigentes: Kingoro Hashimoto, Jirō Minami, Sadao Araki de parte del ejército, y los nacionalistas Ikki Kita, Shūmei Ōkawa, Mitsuru Toyama, Kanichiro Kamei y Kozaburo Tachibana). Fue uno de los fundadores de la sociedad secreta radical "Sakurakai", cuyo objetivo era derrocar el gobierno democrático que estaba a favor de un socialismo de estado.
En el inicio de la segunda guerra sino-japonesa, Chō era comandante del 74.º Regimiento de Infantería de la Fuerza Expedicionaria de Shanghái, adscrito al Ejército Expedicionario de China Central, y establecido en Manchukuo. Durante la batalla de Nankín, fue asesor de campo del Príncipe Asaka y se cree que fue cómplice de ordenar la masacre de prisioneros de guerra, pero es objeto de debate si fue porque el príncipe se lo ordenó, o este actuó por cuenta propia.
Posteriormente Chō estuvo implicado en numerosos incidentes fronterizos entre Manchukuo y la Unión Soviética, como Jefe del Estado Mayor de la 26.º División, entre 1939 y 1940.  En 1940 fue transferido brevemente a los cuarteles del Ejército Taiwanés del Japón, y se convirtió en el Jefe del Estado Mayor, del Ejército Expedicionario de Indochina entre 1940 y 1941.
Chō fue jefe adjunto del Estado Mayor de la Unidad 82 dentro de la Agencia de Asuntos Militares, en el Ministerio de Guerra en 1941, y participó en la planificación táctica y estratégica para la invasión japonesa hacia el Sudeste asiático. Entre 1941 y 1942 acompañó al Ejército del Sur hacia la Indochina francesa para supervisar la implementación de la estrategia japonesa, y sirvió como agente de coalición entre el Ejército del Sur y el 14.º Ejército en las Filipinas.
Desde 1942 hasta 1944 Chō estuvo al mando del 10.º Grupo de Infantería (Dai 10 Hohei-Dan(第10歩兵団)) de la 10.º División, una fuerza de guarnición establecida en Manchukuo. Sirvió en los cuarteles del Ejército de Kwangtung, y posteriormente fue comandante de la 1.ª Brigada Móvil. Hacia finales de 1944, Chō fue reenviado desde Manchuria hasta las Islas Home, y posteriormente a Okinawa. Previo a la batalla en marzo de 1945, fue promovido a teniente general.
Fue jefe del Estado Mayor del 32.º Ejército durante la batalla de Okinawa. Fue el responsable de la construcción de fortificaciones subterráneas alrededor del Castillo Shuri, pero favoreció más en una respuesta altamente agresiva por parte de los invasores estadounidenses, que por una defensa pasiva. También persuadió al general Mitsuru Ushijima para lanzar la desastrosa contraofensiva del 5 de mayo de 1945, garantizando una victoria decisiva para los estadounidenses. Viéndose derrotado, Chō cometió el seppuku —suicidio ritual— junto a Ushijima el 22 de junio de 1945, tras su negativa a rendirse ante el enemigo. Fue descrito como un hombre templado y fácilmente ofensivo, que era conocido por abofetear a sus oficiales subalternos cuando estaba frustrado o enfurecido.